# Labastide-Clermont
Labastide-Clermont (okzitanisch: La Bastida de Clarmont) ist eine französische Gemeinde mit 682 Einwohnern (Stand: 1. Januar 2022) im Département Haute-Garonne und in der Region Okzitanien (zuvor Midi-Pyrénées). Sie gehört zum Arrondissement Muret und zum Kanton Cazères. Die Bewohner werden Clermontais(es) genannt.

## Geographie
Die Gemeinde Labastide-Clermont liegt etwa 22 Kilometer südwestlich von Muret. Der Touch bildet die nördliche Gemeindegrenze. Umgeben wird Labastide-Clermont von den Nachbargemeinden Savères im Norden, Bérat im Nordosten und Osten, Bois-de-la-Pierre im Osten und Südosten, Gratens im Süden, Pouy-de-Touges im Westen sowie Lautignac im Nordwesten.

## Geschichte
Die Bastide von Labastide-Clermont wurde 1300 gegründet.

### Bevölkerungsentwicklung
| Jahr                       | 1962 | 1968 | 1975 | 1982 | 1990 | 1999 | 2006 | 2013 | 2020 |
| Einwohner                  | 299  | 291  | 275  | 325  | 347  | 416  | 613  | 686  | 680  |
| Quellen: Cassini und INSEE |      |      |      |      |      |      |      |      |      |

## Sehenswürdigkeiten
- Kirche Saint-Loup
- Zisterzienserabtei Les Feuillants, 1169 gegründet, 1592 aufgelöst
- Wasserturm